# アカウント (広告)
アカウント（account）とは、広告の用語で、広告代理店の顧客のことを意味する。同義語にクライアント（client）がある。

## アカウントエグゼクティブ
広告代理店と顧客（アカウント）との中長期的な関係構築と維持を担当する代理店の実務担当者のことで、欧文の綴りであるaccount executiveの頭文字をとってAEと略されることがある。
アカウントエグゼクティブは、顧客のブランドのマーケティング計画に関与し、ブランドのビジネス成長に寄与する年間計画やマーケティング投資、その予算配分についてコンサルティングなどを行うだけでなく、マーケティング計画を構成するキャンペーンのクリエイティブアイデア開発やメディアの選択を、広告代理店の組織や機能を駆使してサービスを提供することで、顧客のマーケティング活動全体をサポートする。原則として、アカウントと競合する他の企業を担当することはない。
また、これらアカウントエグゼクティブを統括管理する立場のものをアカウントスーパーバイザー（account supervisor）やアカウントディレクター（account director）と呼び、アカウントエグゼクティブの活動全般を指導監督する。